# Атлас (митологија)
Атлас (грч. Ἄτλας [], лат. Atlas) или Атлант, је у грчкој митологији био син титана Јапета и океаниде Климене или Азије или Посејдона и Клито. Атлас такође игра улогу у митовима о два највећа грчка хероја: Херакле (Херкулес у римској митологији) и Персеј. Према древном грчком песнику Хесиоду, Атлас је стајао на крајевима земље на крајњем западу. Касније се уобичајено поистовећивао са планинама Атлас у северозападној Африци и за њега се говорило да је био први краљ Мауретаније (данашњи Мароко, што не треба мешати са данашњом земљом Мауританија). За Атласа се говорило да је био вешт у филозофији, математици и астрономији. У антици је био заслужан за проналазак прве небеске сфере. У неким текстовима му се чак приписује и изум саме астрономије.
Атлас је био син титана Јапета и океаниде Азије или Климене. Он је био брат Епиметеја и Прометеја. Имао је много деце, углавном кћери, Хесперида, Хијада, Плејада и нимфу Калипсо која је живела на острву Огигија.
Термин Атлас се користи за описивање збирке мапа од 16. века када је фламански географ Герардус Меркатор објавио своје дело у част митолошког Титана.
„Атлантски океан” је изведен из „Атласког мора”. Име Атлантиде које се помиње у Платоновом дијалогу о Тимеју потиче од „Атлантис несос“ (стгрч. Ἀτλαντὶς νῆσος), што дословно значи „Атласово острво“.

## Митологија
Атласова супруга је била Океанида Плејона, Хесперида или Етра. Имао је много кћери чији су потомци постали чланови многих краљевских породица, међу којима су и Калипсо и Мера, али и Диона према Хигину и Овидијевим „Метаморфозама“. Он је отац Плејада, Хијада и Хесперида. Имао је и два сина, Хијанта и Хеспера.
После неуспеле побуне титана против богова са Олимпа, у којој је учествовао и Атлас, био је кажњен да носи заувек небески свод на својим леђима. Веровало се да Атлас заправо држи стубове на којима почива небо и то на крајњем западу у врту богова. Познији митографи су схватили Атланта само као персонификацију планине Атлас у северозападној Африци, чији врх изгледа као да подупире небеса; али су, по Хомеру, стубови који су подупирали свод стајали далеко у Атлантском океану, који је касније, према Херодоту, добио назив у част Атланта (Атласа). Он је, вероватно, у почетку био титан другог дана недеље, онај који је раздвојио воде небеског свода од вода на земљи. Киша најчешће долази у Грчку са Атлантика, нарочито са првим изласком звезда Атлантових кћери Хијада, што делом и објашњава и зашто му се дом налазио на западу. По другим предањима Атлант држи небо у северној Африци, у Аркадији, у земљи Хиперборејаца, у Беотији, Италији или Фригији. Само једанпут му се пружила прилика да се ослободи свог терета и то када је, на његову земљу дошао Херакло да микенском краљу Еуристеју донесе златне јабуке са стабла кога су чувале Атласове кћерке Хеспериде.
Атлас се понудио да сам убере јабуке, ако би се Херакло прихватио да уместо њега придржи само на тренутак небески свод. Знајући да јабуке чува несавладив змај који никада не спава, Херакло је прихватио Атласову понуду. Када се овај вратио са јабукама, понудио се да сам однесе јабуке до микенског краља. Херакло је знао да је то Атласов лукави план да се ослободи мука држања небеског свода. Зато је пристао на Атласов предлог, али га је замолио да само на трен придржи свод како би узео мало сламе и ставио на рамена које свод болно притиска. Када га је Атлас одменио, Херакло му се захвалио на златним јабукама и нестао са њима. Атлас је морао носити свој терет све до своје смрти, али га се није ослободио ни након ње.
Постоји мит по коме Атлас није веровао странцима због старог пророчанства, па није пустио у земљу јунака Персеја, који је преко његове земље хтео да се врати са острва Горгона, на коме је убио чудовиште Медузу. При томе га је Атлас увредио рекавши му да је богохулна лаж његово хвалисање о Медузином убиству. Да би му доказао да он није лажов, Персеј је извадио одсечену Медузину главу, а Атлас се скаменио угледавши је. Тако се Атлас претворио у камену планину, а његова се глава губила у плаветнилу неба чији свод он мора да држи до завршетка света.

## Ликовна уметност
У ликовној уметности Атлас је увек приказиван како држи небо. На вазама из архајског и класичног доба представљан је као наг и брадат мушкарац који држи безоблично небо или у облику плоче. Приказиван је и на храмовима. Од 4. века п. н. е. често је карикиран, нарочито на јужноиталским вазама, па је представљан са животињским ушима. Скулптуре из хеленистичког доба га приказују са болним изразом лица.